# Сендреи, Йожеф
Йо́жеф Се́ндреи (венг. József Szendrei, род. 25 апреля 1954 или 15 апреля 1954, Карцаг, Яс-Надькун-Сольнок) — венгерский футболист, игравший на позиции вратаря. Участник чемпионата мира 1986 года в составе национальной сборной Венгрии.

## Клубная карьера
Сендреи в детстве играл в гандбол в качестве вратаря, однако в школе начал играть в футбол на позиции левого защитника. В 17 лет из-за высокого роста был переведён на позицию вратаря. Во взрослом футболе дебютировал в 1973 году за команду третьего дивизиона «Сольнок», в котором выступал до 1980 года. В 1974—1976 годах проходил военную службу в клубе «Кошут» (Сентендре).
В течение сезона 1980/1981 годов Сендреи защищал цвета клуба высшего дивизиона «Ньиредьхаза», после чего вместе с тренером команды Миклошем Темешвари перешёл в «Уйпешт». Отыграл за клуб из Будапешта следующие шесть сезонов своей игровой карьеры и большую часть времени, проведённого в составе команды, был основным игроком команды. В 1982 году завоевал свой первый трофей в карьере, выиграв Кубок Венгрии. В следующем году он с командой защитил титул, а в 1984 году вышел в четвертьфинал Кубка обладателей кубков. В сезоне 1986/1987 Сендреи третий раз выиграл кубок страны, а также стал вице-чемпионом Венгрии.
Летом 1987 года заключил контракт с испанской «Малагой», куда Йожефа пригласил венгерский тренер клуба Ладислав Кубала. Сендреи был основным вратарём «анчоусов» и помог команде выиграть Сегунду. Однако по решению нового тренера Луиса Косты летом 1988 года игрок был обменян на Педро Харо из «Кадиса». В составе этой команды Сендреи дебютировал в чемпионате Испании 12 марта 1989 года в гостевом матче против «Реал Овьедо» (0:1) и в общей сложности отыграл 4 сезона в высшем испанском дивизионе, но только в последнем в карьере сезоне 1991/1992 был основным вратарем. В сезоне 1990/1991 помог своей команде сохранить место в высшем дивизионе, отбив 2 удара в решающем матче плей-офф против «Малаги». В 1992 году завершил профессиональную карьеру футболиста.

## Карьера в сборной
11 декабря 1985 года дебютировал в официальных играх за национальную сборную Венгрии в товарищеском матче против Алжира (3:1).
В составе сборной был участником чемпионата мира 1986 года в Мексике, на котором сыграл одну игру против Канады (2:0), а венгры не вышли из группы.
Всего в течение карьеры в национальной команде, длившейся 4 года, провёл в её форме 10 матчей.

## Достижения
«Уйпешт»
- Обладатель Кубка Венгрии (3): 1981/1982, 1982/1983, 1986/1987